# Pescado seco

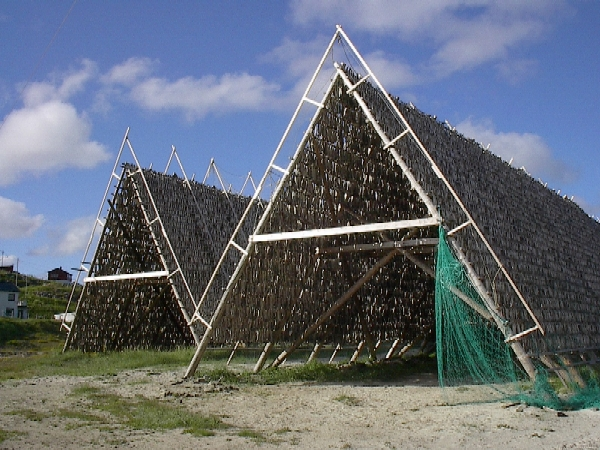
Rejillas (hjell) para secar pescado en Noruega.

El pescado seco es aquel pescado, normalmente bacalao, sin salar que se seca al sol y al aire sobre rejillas de madera (hjell) en la playa o en casa de secado especiales. El secado es una de las técnicas de preservación de alimentos más antiguas, y el pescado seco se conserva comestible durante varios años. El método es barato y efectivo en climas adecuados, requiere poco trabajo, y el producto resultante es fácilmente transportable al mercado.
El bacalao es el pescado más comúnmente secado, usándose también en menor grado otros pescados blancos como el abadejo, el eglefino, la maruca y el brosmio. Con los siglos han evolucionado diversas variantes de pescado seco, notablemente el bacalao en salazón. La salazón no fue económicamente factible hasta el siglo XVII, cuando las naciones marítimas del norte de Europa dispusieron de sal barata procedente de los países del sur.

## Importancia

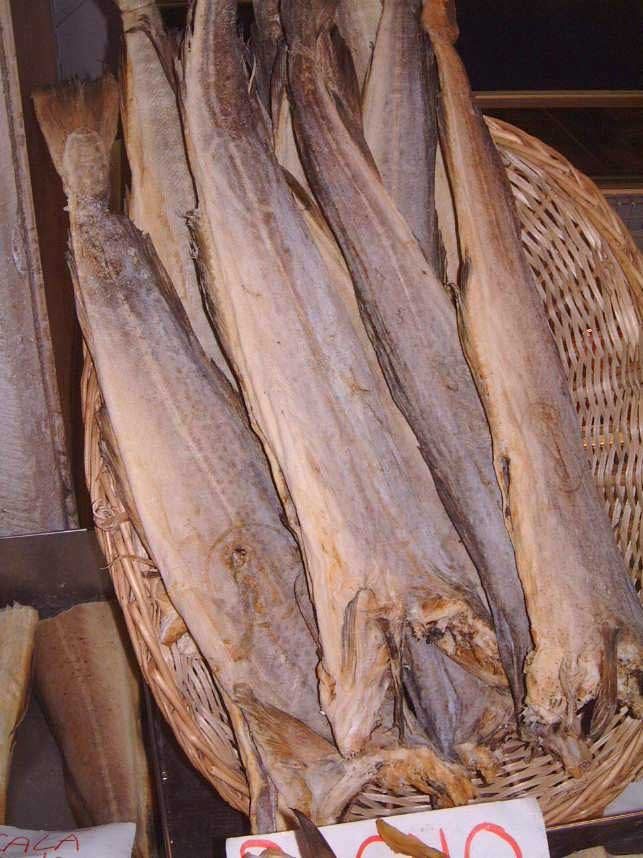
Bacalao seco a la venta en Venecia (Italia).

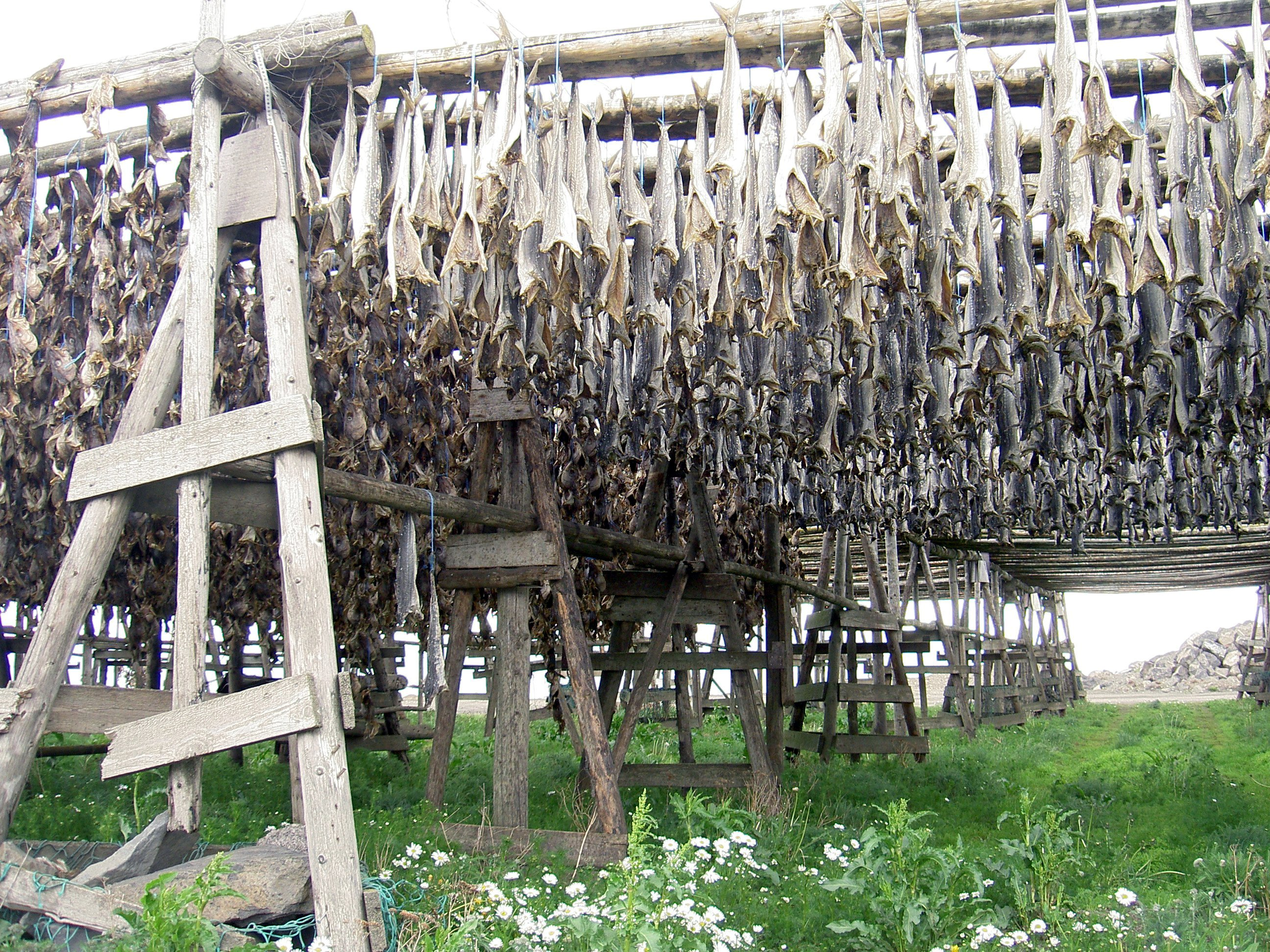
Pescado puesto a secar en Islandia.

El pescado seco es una de las exportaciones noruegas más antiguas, y la más rentable socioeconómicamente desde hace siglos. Históricamente, el pescado seco era importante para las economías exportadoras de la Norteamérica británica (especialmente los puertos pesqueros de Terranova, Nueva Inglaterra y Nueva Escocia). El pescado seco fue un alimento básico en Islandia durante siglos, hasta el extremo de ser descrito como el equivalente local del pan.
El pescado seco es popular y muy consumido en los países católicos mediterráneos, notablemente Portugal, Francia,  España e Italia. (El pescado seco se llama stoccafisso en la mayoría de los dialectos italianos, para distinguirlo del baccalà, que es el nombre que recibe el bacalao en salazón en el Véneto) y estocafic en el sur de Francia. Sigue siendo parte de la cocina regional caribeña, a donde llegó con el llamado comercio triangular (bienes manufacturadas de Europa, esclavos de África, azúcar de plantaciones caribeñas).

## Producción y uso
La producción del pescado seco de calidad es artesanal, y en cierto modo comparable a la del buen coñac, el jamón o el queso viejo, necesitando tiempo para madurar.
El pescado se prepara justo tras su captura. Tras eviscerarlo, se seca entero o cortado a lo largo de la espina dorsal, dejando las mitades unidas por la cola. El pescado se cuelga en rejillas de madera de febrero a mayo. Un tiempo fresco estable lo protege de insectos y evita el crecimiento de bacterias. Una temperatura justo por encima de 0 °C, con poca lluvia, es la ideal. Un exceso de heladas estropean el pescado, al romper el hielo sus fibras. El clima del norte de Noruega es excelente para la producción de pescado seco. Debido a las condiciones meteorológicas estables, el producido en Lofoten se considera el mejor, coincidiendo la pesca tradicional de bacalao con la mejor época de secado. Debido al clima más suave y húmedo, el pescado blanco en salazón (klippfisk) es más común en los distritos pesqueros del oeste de Noruega.
Tras tres meses de secado colgado, el pescado se deja curar otros dos o tres meses a cubierto en un entorno seco y ventilado. Durante el secado, el pescado pierde el 80% de su agua, reteniendo todos los nutrientes en mayor concentración. Por tanto es rico en proteínas, vitaminas, hierro y calcio.
Tras clasificarlo según su calidad, la mayoría del pescado seco se exporta a Portugal, España , Francia, Italia y Croacia. En Noruega e Islandia se usa principalmente como aperitivo y para preparar lutefisk. En el sur de Europa, el pescado se remoja y se usa como ingrediente en diversas recetas.
El pescado seco de baja calidad también se usa como complemento en comida para mascotas, principalmente para perros.

## Platos
El bacalao a la vicentina, una antigua receta tradicional originaria de Vicenza, se hace con pescado seco (a pesar del nombre del plato, que haría pensar en el empleo de bacalao en salazón) y se sirve sobre polenta o acompañado de ésta.
El pescado seco es popular en África Occidental, donde se usa en muchas sopas que complementan los platos básicos de fufu y garri. Los bakweri, que son un pueblo pesquero de la parte anglófona de Camerún, emplean el pescado seco para condimentar su sopa de banga (nuez de palmera), que comen con un budín de cocoñame llamado kwacoco.
El pescado seco y el bacalao en salazón pueden emplearse para elaborar lutefisk.

## Imágenes adicionales

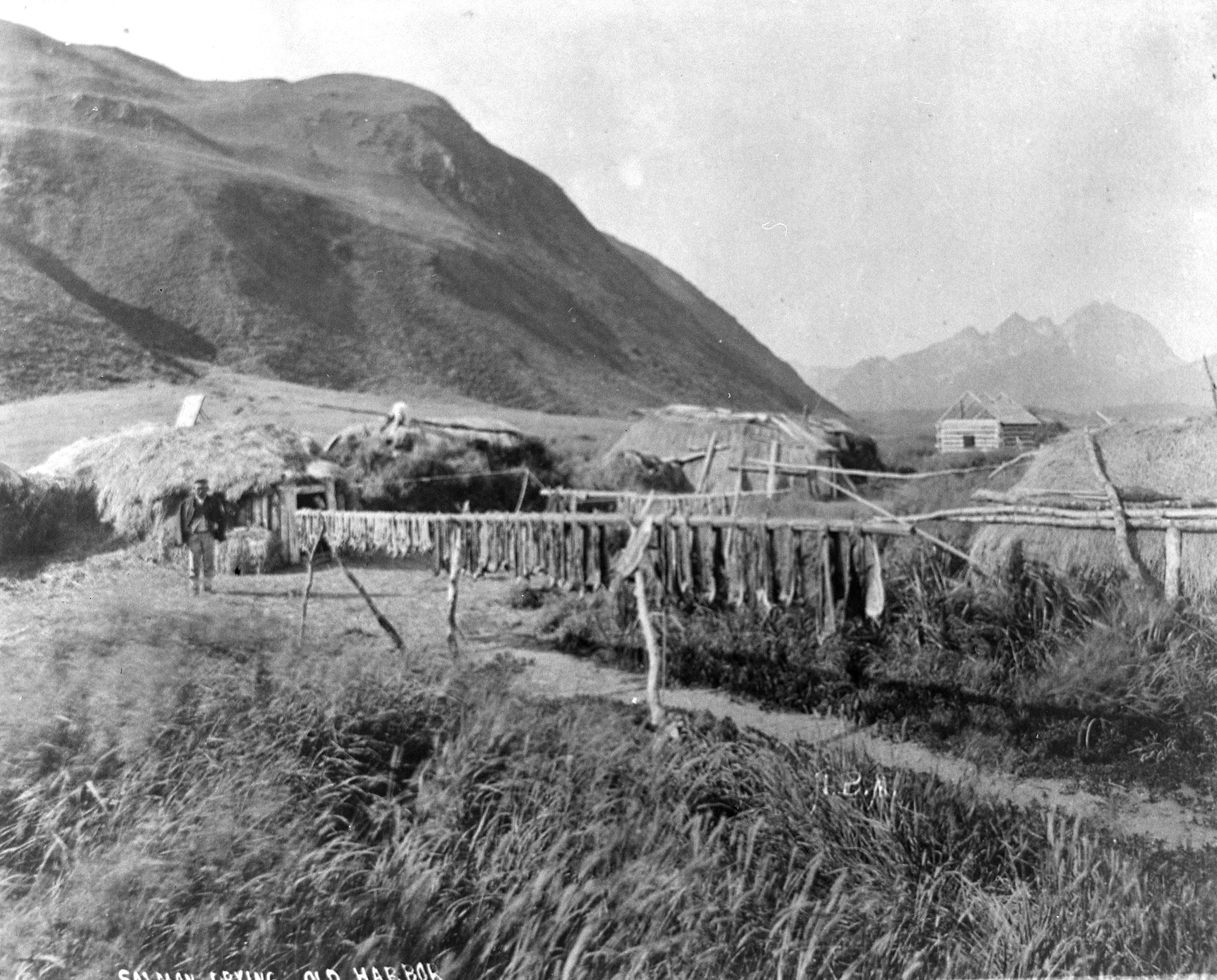
Aldea indígena donde se muestra el método nativo para secar salmón. Fotografía tomada a fines del siglo XIX.
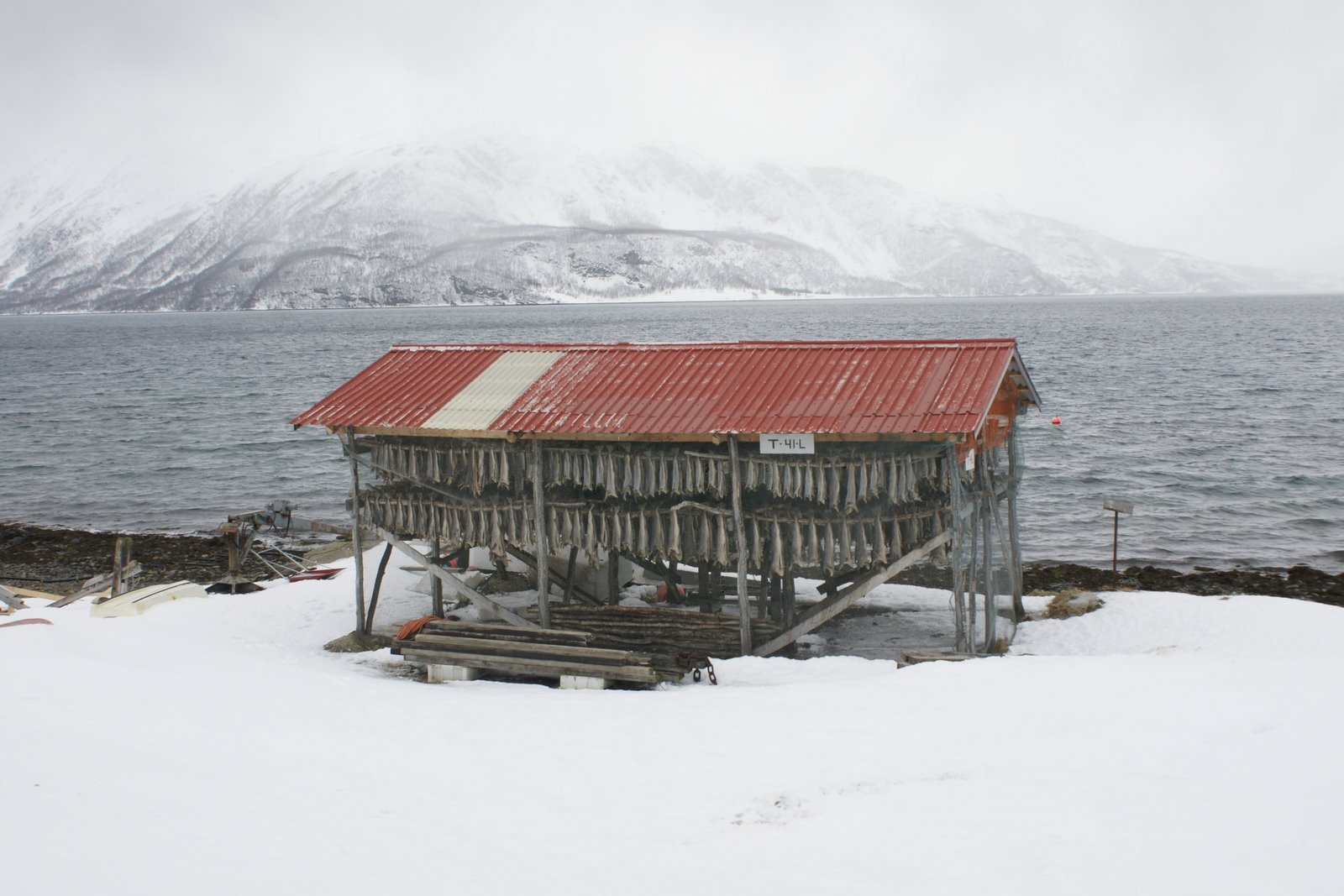
Bacalao colgado para su secado en Lyngenfjorden, Noruega.
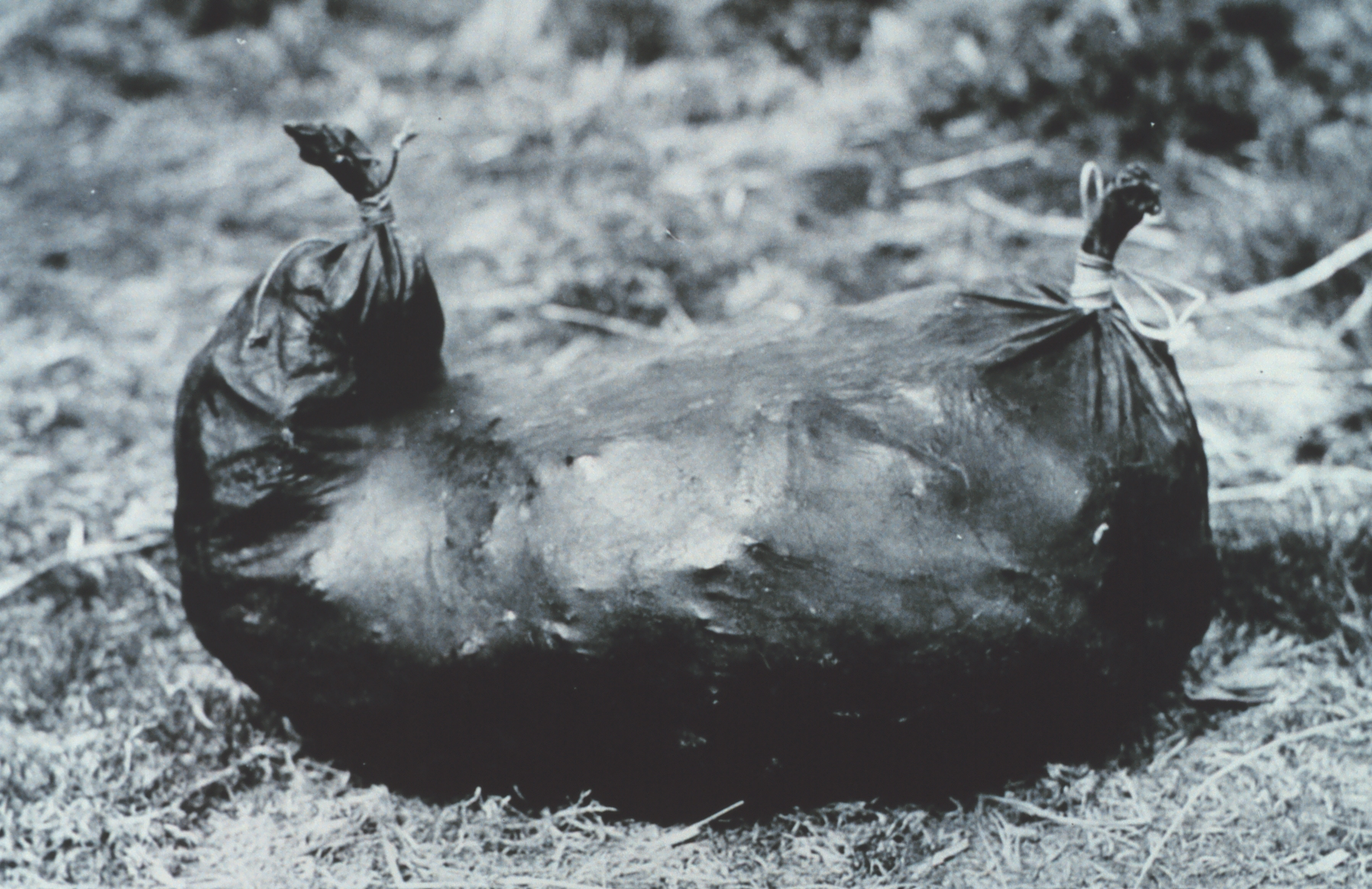
Estómago de león marino tal como es usado por los nativos aleutianos para almacenar salmón rojo seco.